# Primnoella jungerseni
Primnoella jungerseni is een zachte koraalsoort uit de familie Primnoidae. De koraalsoort komt uit het geslacht Primnoella. Primnoella jungerseni werd in 1944 voor het eerst wetenschappelijk beschreven door Madsen. 